# Nothocasis fumidata
Nothocasis fumidata är en fjärilsart som beskrevs av Tr. och Ruggero Verity 1912. Nothocasis fumidata ingår i släktet Nothocasis och familjen mätare. Inga underarter finns listade i Catalogue of Life.